# 下松警察署
下松警察署（くだまつけいさつしょ）は、山口県警察が管轄する警察署の一つである。

## 所在地
- 山口県下松市大手町3丁目2番1号

## 管轄区域
- 山口県下松市

## 沿革
- 1873年12月15日 山口県聴訟課花岡出張所を設置。
- 1875年9月12日 山口県警察掛花岡出張所に改称。
- 1876年1月 花岡警察出張所に改称。
- 1877年1月 山口警察署花岡分署に改称。
- 1881年12月 山口警察署下松分署に改称。
- 1886年8月13日 徳山警察署下松出張所に改称。
- 1892年 徳山警察署下松分署に改称。
- 1926年7月 下松警察署に改称。

## 交番
（）の中は所在地。
- 下松駅前交番（下松市新川1丁目4番1号）
- 花岡交番（下松市生野屋西1丁目3番6号）
- 末武交番（下松市美里町3丁目20番15号）

## 駐在所
（）の中は所在地。
- 江の浦駐在所（下松市大字笠戸島705番地14）
- 米川駐在所（下松市大字下谷422番地11）

## 警察官連絡所
（）の中は所在地。
- 久保連絡所（下松市河内）